# 锡布灵12小时耐力赛
賽百靈12小時耐力賽（英語：12 Hours of Sebring）是一場每年在賽百靈國際賽道舉行的跑車耐力賽，賽道位於佛羅里達州賽百靈的前亨德里克斯二戰空軍基地。這項賽事是國際賽車運動協會跑車錦標賽的第2輪，過去曾是已停辦的世界跑車錦標賽、國際賽車運動協會GT錦標賽和美洲利曼系列賽中的一輪。這項賽事曾作為2012年世界耐力錦標賽的揭幕戰。

## 歷史
賽道於1950年開幕，是一條類似歐洲大獎賽的公路型賽道。首場比賽是1950年跨年夜舉行的6小時賽。後來在14個月後舉辦了第一場賽百靈12小時耐力賽。  在1953年到1972年期間12小時耐力賽曾是國際汽車聯合會最高級別的跑車賽事世界跑車錦標賽的一輪。

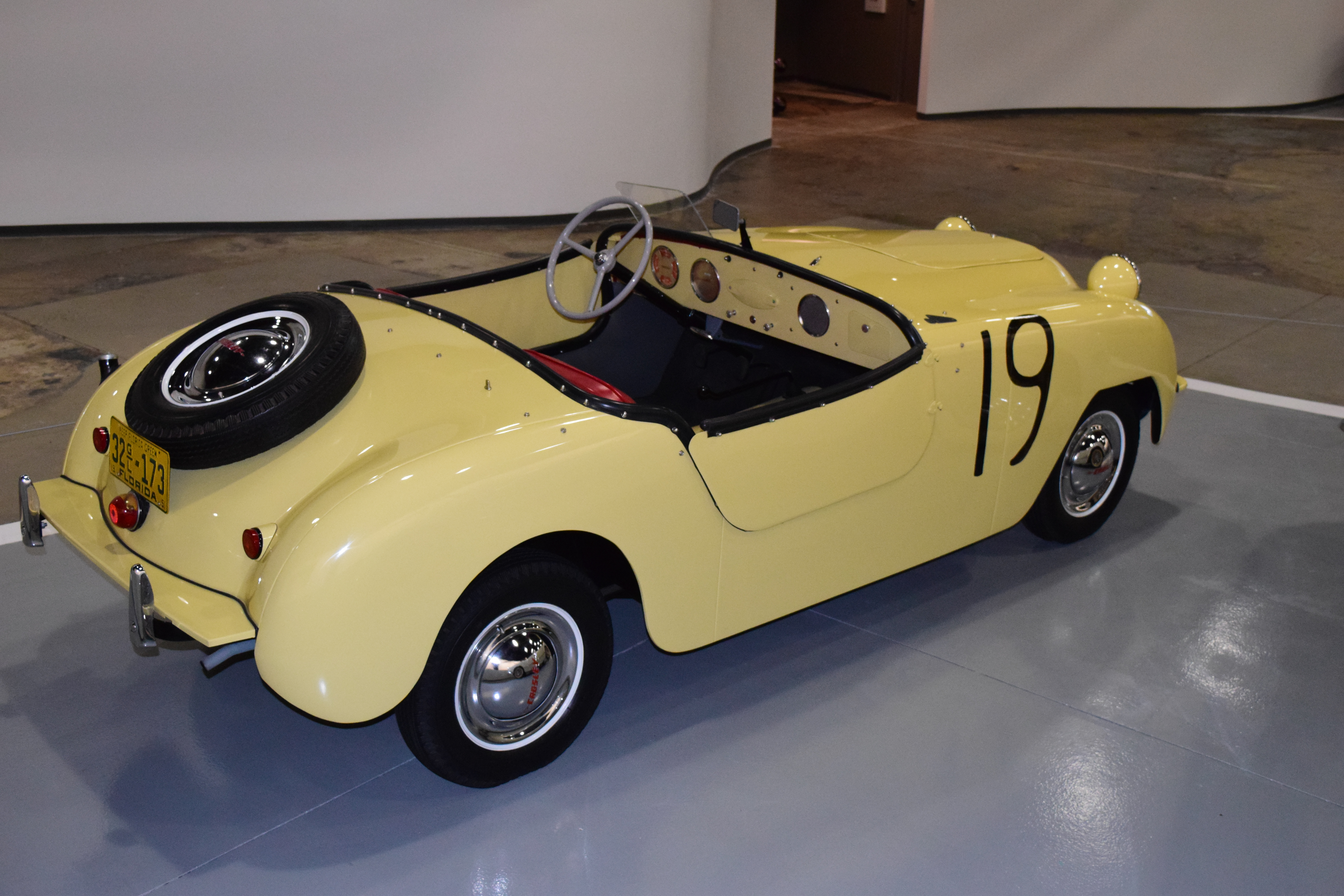
1949 年贏得 1950 年賽百靈比賽的 Crosley Hot Shot。 展出於田納西州曼非斯的Edge汽車博物館

賽百靈賽道最早將舊機場跑道和狹窄的二線銜接道路結合。 1966年的事故使賽道的設施和安全性受到嚴厲批評 。共有5人遇難，這比賽事15年歷史中遇難總人數還要多。 鮑勃·麥克利恩在接近髮夾彎的時候撞車，在翻滾幾次後撞上電線桿爆炸，並落入一條溝裡導致其喪生。
另一場事故中，馬里奧·安德烈蒂駕駛法拉利365 P2於韋伯斯特彎道附近的倉庫直線上與唐·韋斯特的保時捷906糾纏在一起，隨後撞上了賽道旁的倉庫，導致4名觀眾喪生。事發後，修改賽道與設施，包括取消韋伯斯特彎道並增設了減速彎來增加直線與機場倉庫的距離，使賽道更加安全。此後直到1980年都沒再發生致命事故。
湯姆·克里斯滕森擁有賽事歷史中最多的6次冠軍，分别在1999、2000、2005、2006、2009和2012年。

## 外部連結
- 官方網站 （页面存档备份，存于）